# 堀田明
堀田 明（ほった あきら、1941年1月1日 - ）は、大阪府出身の元プロ野球選手（外野手）、アマチュアゴルファー。

## 来歴・人物
興國商業高では1958年に春の選抜に出場。1回戦で坂出商業高に惜敗。同年夏の甲子園府予選では準決勝で寝屋川高に敗退。1年下のチームメートに中峰清二捕手（西鉄）がいる。
高校卒業後は関西大学へ進学。関西六大学野球リーグでは2回優勝。1961年の大学野球日本選手権では村瀬広基投手の力投もあり決勝に進出するが、日大に敗退、翌1962年の大学野球日本選手権も準決勝で駒大に敗れる。リーグ通算34試合に出場し、42打数9安打、打率.214、2本塁打を記録した。
大学卒業後は、社会人野球の日本新薬に入社。1963年の都市対抗に積水化学の補強選手として出場。打撃の中心としてチームを引っ張り、決勝では富士製鐵室蘭のエース佐藤進から決勝適時二塁打を放ち、接戦を制して4-3で初優勝を飾る。同年の第5回アジア野球選手権大会日本代表に選出された。 
1964年の都市対抗に出場した後、8月に読売ジャイアンツへ入団。大型外野手と期待され、同年のシーズン終盤には4試合に先発出場。1965年のジュニアオールスターにも選出される。しかしそれ以降は伸び悩み、1967年限りで引退。

## 詳細情報

### 年度別打撃成績
| 年 度     | 球 団     | 試 合 | 打 席 | 打 数 | 得 点 | 安 打 | 二 塁 打 | 三 塁 打 | 本 塁 打 | 塁 打 | 打 点 | 盗 塁 | 盗 塁 死 | 犠 打 | 犠 飛 | 四 球 | 敬 遠 | 死 球 | 三 振 | 併 殺 打 | 打 率 | 出 塁 率 | 長 打 率 | O P S |
| --------- | --------- | ----- | ----- | ----- | ----- | ----- | -------- | -------- | -------- | ----- | ----- | ----- | -------- | ----- | ----- | ----- | ----- | ----- | ----- | -------- | ----- | -------- | -------- | ----- |
| 1964      | 巨人      | 8     | 20    | 18    | 1     | 6     | 1        | 0        | 0        | 7     | 0     | 0     | 1        | 0     | 0     | 2     | 0     | 0     | 2     | 0        | .333  | .400     | .389     | .789  |
| 1965      | 巨人      | 7     | 10    | 9     | 1     | 0     | 0        | 0        | 0        | 0     | 0     | 0     | 1        | 0     | 0     | 1     | 0     | 0     | 3     | 0        | .000  | .100     | .000     | .100  |
| 1966      | 巨人      | 11    | 15    | 11    | 1     | 2     | 0        | 0        | 0        | 2     | 0     | 0     | 0        | 1     | 0     | 3     | 0     | 0     | 3     | 0        | .182  | .357     | .182     | .539  |
| 通算：3年 | 通算：3年 | 26    | 45    | 38    | 3     | 8     | 1        | 0        | 0        | 9     | 0     | 0     | 2        | 1     | 0     | 6     | 0     | 0     | 8     | 0        | .211  | .318     | .237     | .555  |

### 背番号
- 66 （1964年 - 1967年）